# تیم ملی فوتبال زیر ۱۷ سال استونی
تیم ملی فوتبال زیر ۱۷ سال استونی (انگلیسی: Estonia national under-17 football team) یا تیم ملی فوتبال نوجوانان استونی، نماینده کشور استونی در مسابقات فوتبال نوجوانان اروپا و جهان است که زیر نظر اتحادیه فوتبال استونی فعالیت می‌کند.